# Велиев, Иши Муталим оглы
Иши Муталим оглы Велиев (азерб. İşi Mütəllim oğlu Vəliyev; 15 мая 1902, Алар, Ленкоранский уезд — ?) — советский азербайджанский хлебороб, Герой Социалистического Труда (1948).

## Биография
Родился 15 мая 1902 года в селе Алар Ленкоранского уезда Бакинской губернии (ныне Джалилабадский район Азербайджана).
С 1940 года колхозник, с 1943 года бригадир хлеборобов, с 1955 года бригадир хлопководов колхоза «Красный Аллар» Астрахан-Базарского района. В 1947 году получил урожай пшеницы 30,14 центнер с гектара на площади 63 гектара. Указом Президиума Верховного Совета СССР от 10 марта 1948 года за получение в 1947 году высоких урожаев пшеницы Велиеву Иши Муталим оглы присвоено звание Героя Социалистического Труда с вручением ордена Ленина и золотой медали «Серп и Молот».
С 1968 года пенсионер союзного значения.